# Tigliole
Tigliole là một đô thị ở tỉnh Asti vùng Piedmont thuộc Ý, nằm ở vị trí cách khoảng 35 km về phía đông nam của Torino và khoảng 9 km về phía tây của Asti. Tại thời điểm ngày 31 tháng 12 năm 2004, đô thị này có dân số 1.676 người và diện tích là 16,1 km².
Đô thị Tigliole có các frazioni (các đơn vị trực thuộc, chủ yếu là các làng) Valperosa, Pocola, Pratomorone, Remondinivà San Carlo.
Tigliole giáp các đô thị: Asti, Baldichieri d'Asti, Cantarana, San Damiano d'Asti và Villafranca d'Asti.